# Aneilema pusillum
Aneilema pusillum är en himmelsblomsväxtart som beskrevs av Emilio Chiovenda. Aneilema pusillum ingår i släktet Aneilema och familjen himmelsblomsväxter.

## Underarter
Arten delas in i följande underarter:
- A. p. gypsophilum
- A. p. pusillum
- A. p. thulinii
- A. p. variabile